# 鍾成
鍾成（1413年—？），字子完，河南開封府原武縣人，匠籍。明朝政治人物。進士出身。

## 生平
河南鄉試第八名。正統七年（1442年）壬戌科會試第三十二名，殿試登進士第三甲第七十四名。

## 家族
曾祖鍾泰。祖父鍾真。父亲鍾賢。